# Phuan (Ethnie)

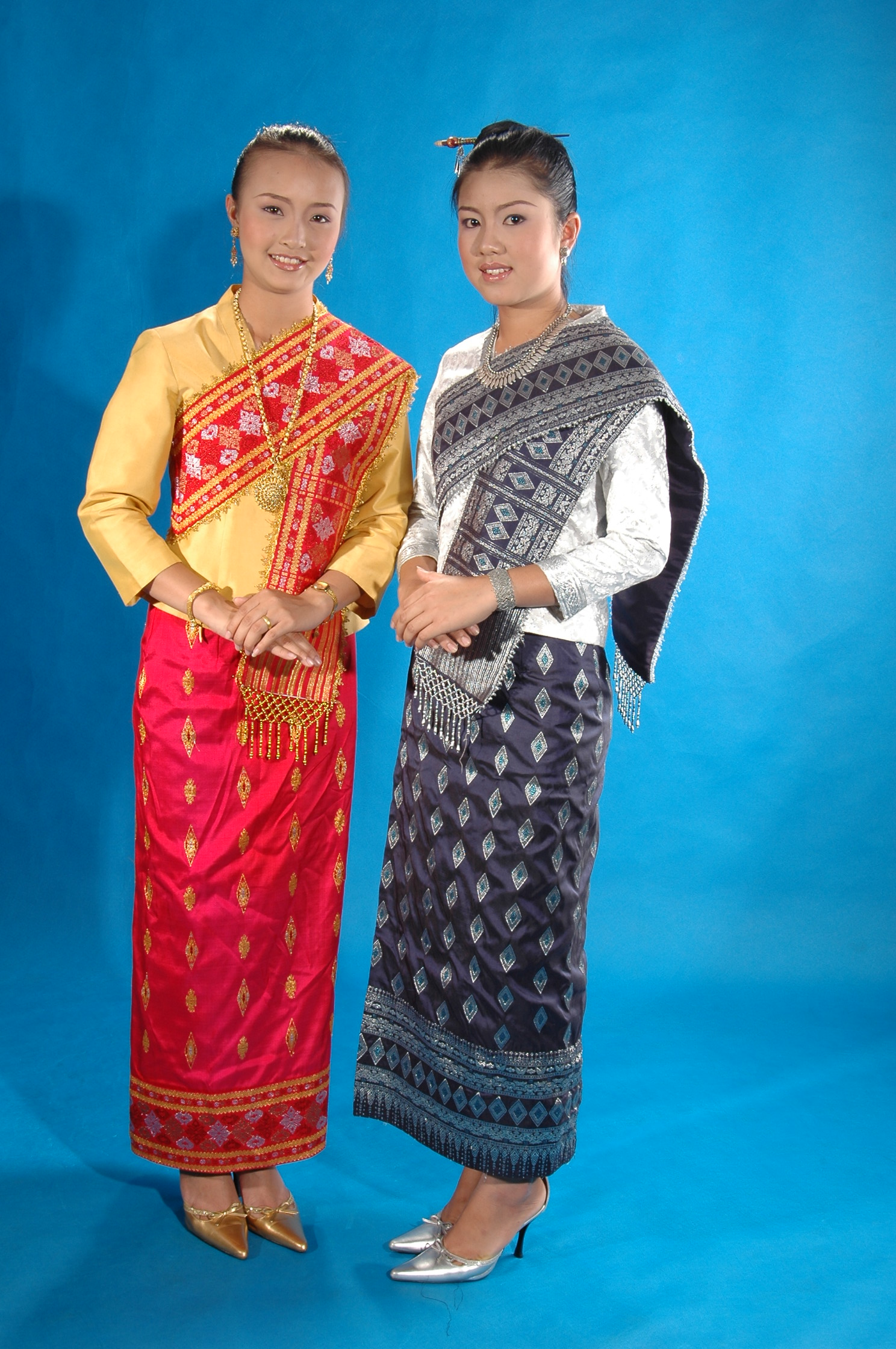
Zwei weibliche Angehörige der Phuan in traditioneller Kleidung

Die Phuan (auch Tai Puan, Thai Phuan oder Lao Phuan, Phouan, Phu Un, thailändisch: ชาวไทพวน, ชาวลาวพวน, Aussprache: [pʰuːan]) sind eine Ethnie in Thailand und Laos. Sie gehören zur Gruppe der Tai-Völker.
Die Bevölkerungsgröße der Phuan ist schwer anzugeben, da die laotische Bevölkerungsstatistik sie nicht als separate Ethnie ausweist, sondern mit Lao und anderen Tai-Gruppen zur Kategorie der Lao Loum zusammenfasst.

## Siedlungsraum
Die eine Hälfte der insgesamt etwa 200.000 Menschen zählenden Phuan siedelt in kleineren Gebieten im Nordosten von Thailand, dem Isan, die andere Hälfte in der Provinz Xieng Khouang in Laos. Die Mehrheit der thailändischen Phuan befindet sich in der Provinz Udon Thani. In Laos sind sie nahe der Ebene der Tonkrüge zu finden.

## Geschichte
Die Phuan siedelten in der Ebene der Tonkrüge, nachdem sie die Kontrolle über diese von den ursprünglichen Bewohnern (vermutlich Khmu) errungen hatten. Dort bildeten sie das Stammesfürstentum Müang Phuan oder Xieng Khouang. Der Legende nach wurde es von Chet Cheuang, dem jüngsten Sohn des mythischen Stammvaters der Tai-Völker, Khun Borom, gegründet. Dieses kämpfte lange Zeit um seine Unabhängigkeit, wurde aber zeitweise von verschiedenen Oberherren zu Tribut verpflichtet. Ab der Eroberung durch Fa Ngum um 1350 gehörte es die meiste Zeit zum Mandala (Einflussgebiet) von Lan Xang. Um 1651/52 ist ein Aufbegehren gegen die Oberherrschaft dokumentiert, indem der damalige Phuan-Fürst sich weigerte, König Sulinyavongsa von Lan Xang seine Tochter zur Frau zu geben. Dessen Armee verwüstete daraufhin das Land der Phuan und verschleppte etwa 500 Familien in seinen direkten Herrschaftsbereich.
Nach der Aufteilung Lan Xangs 1707 war Müang Phuan im 19. Jahrhundert Gegenstand von Kämpfen zwischen Siam, Vietnam und den laotischen Staaten um die Vorherrschaft. Dabei wurden tausende von Phuan-Familien als Arbeitskräfte von den jeweils siegreichen Armeen verschleppt, unter anderem ins mittellaotische Mekongtal in der heutigen Provinz Bolikhamsai und nach Nordostthailand.
Der britische Vizekonsul in Chiang Mai, E.B. Gould, beschrieb die Zwangsumsiedlung von Phuan aus der Ebene der Tonkrüge im Jahr 1876 eindrücklich:

“The captives were hurried mercilessly along, many weighted by burdens strapped to their backs, the men, who had no wives or children with them and were therefore capable of attempting escape, were tied together by a rope pursed through a sort of wooden collar. Those men who had their families with them were allowed the free use of their limbs. Great numbers died from sickness, starvation and exhaustion on the road. The sick when they became too weak to struggle on were left behind. If a house happened to be near, the sick man or woman was left with the people in the house. If no house was at hand which must have been oftener the case in the wild country they were traversing, the sufferer was flung down to die miserably in the jungle. Any of his or her companions attempting to stop to assist the poor creatures were driven on with blows. […] Fever and dysentery were still at work among them and many more will probably die. Already I was told, more than half of the original 5.700 so treacherously seized are dead.”

„Die Gefangenen wurden erbarmungslos vorangetrieben, viele mit auf ihren Rücken gebundenen Lasten beschwert, die Männer, die keine Frauen oder Kinder bei sich hatten und daher imstande waren, die Flucht zu versuchen, waren mit einem Seil zusammengebunden, das durch eine Art hölzernen Kragen gesteckt war. Jenen Männern, die ihre Familien bei sich hatten, war der freie Gebrauch ihrer Gliedmaßen erlaubt. Eine große Zahl starb unterwegs an Krankheiten, Hunger oder Erschöpfung. Die Kranken wurden zurückgelassen, wenn sie zu schwach wurden, sich weiterzumühen. Wenn zufällig ein Haus in der Nähe war, wurde der kranke Mann oder die kranke Frau bei den Leuten in dem Haus gelassen. Wenn kein Haus in Reichweite war, was häufiger der Fall gewesen sein muss in dem wilden Land, das sie durchquerten, wurde der oder die Leidende hingeworfen, um elendig im Dschungel zu sterben. Jeder seiner oder ihrer Gefährten, der versuchte anzuhalten um den armen Geschöpfen zu helfen, wurde mit Pfiffen weitergetrieben. […] Fieber und Ruhr wirkten noch unter ihnen und viele weitere werden wahrscheinlich noch sterben. Bereits mehr als die Hälfte, so sagte man mir, der ursprünglich 5.700 so heimtückisch Geraubten sind tot.“

Infolge des Laotischen Bürgerkriegs, in dem die Proxinz Xieng Khouang durch die Kampfhandlungen und amerikanische Flächenbombardements verwüstet wurden, zogen viele Phuan nach Vientiane.

## Religion
Die Phuan sind ganz überwiegend Buddhisten der Theravada-Richtung. Eine Gruppe von Phuan, die seit dem 19. Jahrhundert in der Gegend von Pakxan in der Provinz Bolikhamsai lebt, wurde jedoch zum Christentum konvertiert.

## Kultur
Die Sprache der Phuan besteht neben dem Thailändischen, das als Amtssprache von Thailand in allen Schulen gelehrt wird. Im Gegensatz zu den anderen Sprachen der nordöstlichen Minderheiten wird Phuan weiterhin im Alltag verwendet.
Handgewebte Textilien sind charakteristische Erzeugnisse der Phuan-Gemeinschaften; insbesondere das gestreifte oder gemusterte pakama (auch: pakaoma; ผ้าขาวม้า), ein vielseitig verwendetes Tuch für Männer, z. B. als kurzer Sarong, als Gürtel, Hals- oder Kopftuch, und der pasin tinjok (ผ้าซิ่นตีนจก), ein langer Rock für Frauen. Die Sitten und Gebräuche der Phuan ähneln denen der anderen Tai-Gruppen im Isan und in Laos. Eine Besonderheit stellt die Begleitung von Novizen in den Tempeln dar, meist vor dem Songkran-Fest, dem traditionellen thailändischen Neujahrsfest: Elefanten begleiten die Neuankömmlinge bis vor das Tempelgelände.